# Népliget
Le Népliget (/ˈneːpligɛt/) est un vaste espace boisé du 10e arrondissement de Budapest en Hongrie. Son nom signifie littéralement « Bois populaire » ou « Bois du peuple » (Népi liget). Couvrant 129 hectares au Sud-Est de la ville, il se situe à proximité de la Gare routière internationale de Budapest-Népliget.
Ce site est desservi par la station Népliget :    1 1A.
À côté du parc s'élève le planétarium. Entre 1936 et 1972, le parc Népliget servit de circuit pour les compétitions de motocyclettes et de voitures de course.